# Melastoma porphyraeum
Melastoma porphyraeum är en tvåhjärtbladig växtart som beskrevs av Alexander Zippelius och Carl Ludwig von Blume. Melastoma porphyraeum ingår i släktet Melastoma och familjen Melastomataceae. Inga underarter finns listade i Catalogue of Life.